# Nikolái Chebotko
Nikolái Chebotko (en kazajo: Николай Чеботько; Shchuchinsk, URSS, 29 de octubre de 1982–24 de enero de 2021) fue un deportista kazajo que compitió en esquí de fondo.
Ganó una medalla de bronce en el Campeonato Mundial de Esquí Nórdico de 2013, en la prueba de velocidad por equipo. Participó en cuatro Juegos Olímpicos de Invierno, en los años 2002 y 2014, ocupando el sexto lugar en Turín 2006 (velocidad por equipo), el quinto en Vancouver 2010 (velocidad por equipo) y el octavo en Sochi 2014 (velocidad por equipo).
Falleció a los 38 años en un accidente automovilístico, cerca de la aldea de Borovoye, provincia de Akmola.

## Palmarés internacional
| Campeonato Mundial | Campeonato Mundial     | Campeonato Mundial | Campeonato Mundial   |
| Año                | Lugar                  | Medalla            | Prueba               |
| ------------------ | ---------------------- | ------------------ | -------------------- |
| 2013               | Val di Fiemme (Italia) | Medalla de bronce  | Velocidad por equipo |